# Sweetland
Sweetland egy közösség Új-Skóciában, Kanada egyik tartományában. A Lunenburg Városi Körzetben található, Lunenburg megyén belül. Koordinátái: é. sz. 44° 28′ 05″, ny. h. 64° 31′ 24″44.468031°N 64.523392°W

## Fordítás
- Ez a szócikk részben vagy egészben  a   Sweetland, Nova Scotia című angol Wikipédia-szócikk ezen változatának fordításán alapul.  Az eredeti cikk szerkesztőit annak laptörténete sorolja fel. Ez a jelzés csupán a megfogalmazás eredetét és a szerzői jogokat jelzi, nem szolgál a cikkben szereplő információk forrásmegjelöléseként.